# كلايد ميلان
كلايد ميلان (بالإنجليزية: Clyde Milan)‏ هو لاعب كرة قاعدة أمريكي، ولد في 25 مارس 1887 في ليندين في الولايات المتحدة، وتوفي في 3 مارس 1953 في أورلاندو في الولايات المتحدة.

## وصلات خارجية
- كلايد ميلان على موقع دوري كرة القاعدة الرئيسي (الإنجليزية)
- كلايد ميلان على موقعبيزبول رفرنس.كوم (الدوري الرئيسي) (الإنجليزية)
- كلايد ميلان على موقعبيزبول رفرنس.كوم (الدوري الثانوي) (الإنجليزية)